# Ihor Moisejew
Ihor Ołeksandrowycz Moisejew (ukr. Ігор Олександрович Моісеєв, ros. Игорь Александрович Моисеев, Igor Aleksandrowicz Moisiejew; ur. 16 maja 1964) – ukraiński piłkarz, grający na pozycji bramkarza.

## Kariera piłkarska

### Kariera klubowa
Karierę piłkarską rozpoczął w drużynach rezerwowych Szachtara Donieck i Nowatora Żdanow. W 1987 został piłkarzem Metałurha Zaporoże. W 1992 przeniósł się do Torpeda Zaporoże, w składzie którego 7 marca 1992 roku debiutował w Wyszczej Lidze w meczu z Tawriją Symferopol (0:2). Na początku 1993 został zaproszony do Dnipra Dniepropetrowsk, ale tylko raz 1 razy grał w podstawowym składzie, dlatego latem 1993 wyjechał do Rosji, gdzie bronił barw klubu Asmarał Moskwa, w którym zakończył karierę piłkarską. Po zakończeniu kariery powrócił do domu w Zaporoża, gdzie w latach 2000-2001 bronił barw amatorskiego zespołu ZAlK Zaporoże.

## Sukcesy i odznaczenia

### Sukcesy klubowe
- brązowy medalista Pierwszej ligi ZSRR: 1990
- wicemistrz Ukrainy: 1993